# زبان سامی جنوبی
سامی جنوبی (åarjelsaemien gïele) جنوب غربی‌ترین زبان از خانواده زبان‌های سامی است که در سوئد و نروژ تکلم می‌شود. این زبان به شدت در معرض انقراض است و فقط در چند شهر در نروژ زبان رسمی است.
سامی جنوبی دارای دو گویش است، گویش شمالی و جنوبی. اختلافات واجی بین این گویش‌ها نسبتاً اندک است.

## سامانه نوشتاری
سامی جنوبی یکی از ۶ زبان سامی است که الفبای نوشتاری رسمی دارد اما فقط چند کتاب برای این زبان منتشر شده‌است که یکی از آنها یک فرهنگ لغت سامی-نروژی است. در سامی جنوبی برای نوشتن از الفبای لاتین استفاده می‌کند.
| A a | B b | D d | E e | F f | G g | H h | I i |
| Ï ï | J j | K k | L l | M m | N n | O o | P p |
| R r | S s | T t | U u | V v | Y y | Æ æ | Ö ö |
| Å å |     |     |     |     |     |     |     |

## نحو
سامی جنوبی همچون سامی اسکولت و برخلاف سایر زبان‌های سامی، یک زبان نهاد-مفعول-فعل است.